# Lumparn
Lumparn (Fins: Lumpari) is een grote baai in het hoofdeiland van Åland, die begrensd wordt door de gemeenten Sund, Lumparland, Lemland en Jomala. Via het Lemströmkanaal is er een vaarverbinding met het Slemmern bij de hoofdstad Mariehamn; in het zuidoosten is er een zeer smalle, eveneens deels gegraven, verbinding met de Oostzee tussen Lemland en Lumparland, en in het noordoosten bevinden zich diverse natuurlijke doorgangen naar de open zee.

## Geografie

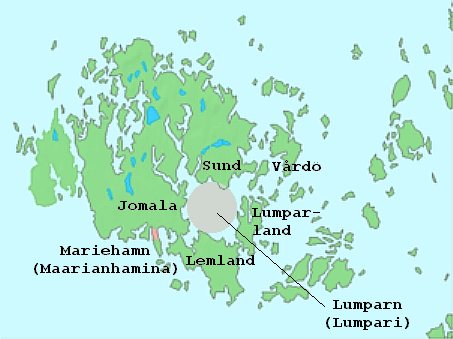
Lumparn met de meteorietkrater in grijs

Het grootste deel van de baai bevat geen eilanden. Lumparn is gemiddeld 20 meter diep; het diepste punt is 35 meter en ligt aan de oostzijde. Het totale oppervlak is ongeveer 85 km².
Doordat de baai slechts door enkele smalle verbindingen met de Oostzee verbonden is, is het zoutgehalte vaak nog wat lager dan het daar toch al niet erg zoute Oostzeewater. Er kan daarom gesproken worden van brak water. Doordat het land in deze regio elke eeuw ruim 70 cm stijgt door postglaciale opheffing, zal het uiteindelijk van de zee afgesloten raken en een zoetwatermeer worden.

## Ontstaansgeschiedenis
Lumparn bestaat uit een 9 km brede inslagkrater die 1 miljard jaar geleden (Proterozoïcum) is gevormd door een meteorietinslag. Aanvankelijk werd vermoed dat het een rift was. Maar op grond van opmerkelijke geologische bevindingen werd voor het eerst in 1979 verondersteld dat er een buitenaardse oorzaak aan ten grondslag zou kunnen liggen. Dit werd in 1992 officieel bevestigd: er zijn in het zuidwestelijke deel van de baai stralenkegels gevonden, die bewijzend zijn voor extreem krachtige schokgolven die alleen bekend zijn van meteorietinslagen of kernexplosies. Daarmee was het de vijfde aangetoonde inslagkrater op Fins grondgebied.

De krater is gevuld met sediment. Tussen een laag uit het Pleistoceen en een laag Rapakivi-graniet bevindt zich een laag zandsteen uit het Ordovicium waarin fossielen worden gevonden. Dit is een van de weinige vindplaatsen van fossielen in heel Finland.

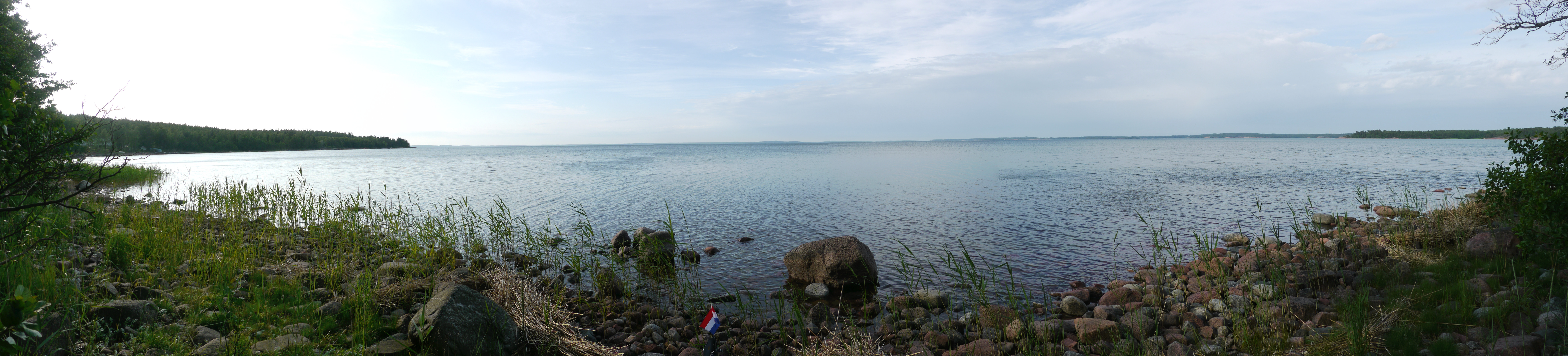
Panorama over Lumparn, gezien vanaf de zuidkust (Lemland). Op de horizon is nog net het land van Sund te zien